# Đại hội kết tập kinh điển Phật giáo lần thứ hai
Đại hội kết tập kinh điển Phật giáo lần thứ hai (hay còn gọi là đại hội Phật giáo lần thứ 2) diễn ra sau khi Phật Thích-ca Mâu-ni nhập diệt khoảng hơn 100 năm do có sự mâu thuẫn về giới luật và tranh cãi về tính không hoàn hảo của một vị A-la-hán. Kỳ đại hội này đánh dấu sự phân phái chính thức đầu tiên của Phật giáo thành Trưởng lão bộ và Đại chúng bộ. Đại hội còn có 2 tên khác là Thất bách kết tập và Tỳ-xá-ly kết tập vì cuộc kết tập diễn ra tại thành Vaishali ở đông bắc Ấn Độ cổ.

## Nguyên nhân
Sự kiện diễn ra như sau: Trưởng lão Da-sá trong lần tuần du đến thành Vaishali (Tỳ-xá-ly) đã nhận thấy các tỳ-kheo ở đây thực hiện nhiều hành vi trái với giới luật. Trong đó nghiêm trọng nhất là việc nhận vàng bạc của thí chủ cúng dường. Ông nói như thế này với người dân và tỳ-kheo ở Vaishali:
| “ | Các ngươi không nên cúng thí tiền, ta từng đích thân theo Phật nghe pháp, nếu ai cầu thí không đúng với giáo pháp, cũng như những ai cúng thí không đúng với giáo pháp, cả hai đều đắc tội. | ” |

Các vị tỷ-kheo ở đây thì từ chối cho rằng mình có tội, họ nói rằng đó là những điều chỉnh thích hợp đối với văn hóa và phong tục nơi đây, mâu thuẫn không thể giải quyết và do vậy họ quyết định trục xuất Da-sá. Da-sá sau đó đi đến nhiều vùng đất khác nhau tập hợp các Trưởng lão và những người am hiểu Phật pháp nhằm mục đích xem xét các hành vi trái với giới luật là có thể chấp nhận được hay không.

### 10 điều trái với giới luật
Trưởng lão Da-sá quan sát và cho rằng các tỷ-kheo đã phạm phải mười giới cấm sau đây:
(1). Diêm Tịnh (Singilona kappa): dự trữ muối ăn để dùng khi cần, như vậy là trái với giới điều không cho phép dự trữ thực phẩm. (1.Thực phẩm)
(2). Chỉ Tịnh (Dvangula kappa): dùng thực phẩm sau giữa trưa. (2.Thực phẩm)
(3). Tụ Lạc Gian Tịnh (Gamantara kappa): đi tới vùng lân cận dùng bữa trưa thứ hai cùng ngày, như vậy là phạm lỗi ăn phi thời. (3.Thực phẩm)
(4). Trụ Xứ Tịnh (Avasa kappa): làm lễ Bố tát (Uposatha) vào ngày mùng một và ngày rằm âm lịch, tại các nơi khác nhau trong cùng một trụ xứ, đây là điều cấm trong Mahavagga, tức là Đại Phẩm trong Luật Tạng. (1.Nghi lễ)
(5). Tùy Ý Tịnh (Anumati kappa): khi tăng chúng đã quyết định nơi nghị xứ (nơi hội nghị), thì mặc dù không có tất cả cùng tham dự, nhưng để quyết định có hiệu lực, yêu cầu tăng chúng sau khi quyết định đã đưa ra thì mọi người đều tuân phục là được. (2.Nghi lễ)
(6). Cửu Trụ Tịnh (Acinna kappa): thuận theo những điều đã được quyết định trước đó. (3.Nghi lễ)
(7). Sinh Hòa Hợp Tịnh (Amathita kappa): dùng sữa lỏng sau bữa ăn. (4.Thực phẩm)
(8). Thủy Tịnh (Jalogim patum): uống nước cây cọ lên men nhưng chưa thành rượu mạnh. (5.Thực phẩm)
(9). Bất Ích Lũ Ni Sư Đàn Tịnh (Adasakam Nisidanam): khi may tọa cụ không được phép thêm biên, cũng như không được muốn to nhỏ tùy ý. (1.Hình thức)
(10). Kim Tiền Tịnh (Jatarupajatam): nhận vàng và bạc. (1.Tiền của)
Trong các điều bị cho là trái với giới luật nói trên có tới 5 điều liên quan đến việc sử dụng thực phẩm, 1 điều về cách hành xử với tiền bạc, 3 điều liên quan đến nghi lễ và 1 điều liên quan đến hình thức.

## Các thông tin về đại hội
- Yêu cầu mở đại hội: Trưởng lão Da-sá thuộc tổ chức Phật giáo hệ phía tây. Hệ phía tây được đánh giá là có khuynh hướng bảo thủ và tuân thủ giới luật một cách khắt khe trong khi hệ phía đông có khuynh hướng tự do hơn.
- Chủ trì đại hội: Gồm 8 người, tổ chức Phật giáo ở hệ phía tây gồm 4 người là Vevata, Sambhuta Sanavasi, Yasa (Da-sá) và Sumana, còn tổ chức Phật giáo ở hệ phía đông 4 người là Sabhikami, Salha, Khujjasobhita và Sasabhamika.
- Địa điểm: Các bộ phái đều ghi chép địa điểm là thành Vaishali (Tỳ-xá-ly) nơi diễn ra những điều bị cho là trái với giới luật, nhưng họ lại không thống nhất tu viện nào tổ chức. Thành Vaisali nằm gần biên giới của Ấn Độ và Nepal và cũng cách địa điểm tổ chức lần kết tập thứ nhất không xa. Theo kinh văn hệ Pali và A-hàm, Vaishali từng là nơi đặt giảng đường Trùng Các, một trong những trung tâm hoằng pháp thời Phật tại thế, và cũng là quê hương của thánh nữ A-la-hán Amrapali - một ca kỹ xinh đẹp đã quy y Tam bảo sau khi được nghe giáo pháp của Phật. Kinh điển Đại thừa còn cho biết Vaishali là sinh quán của cư sĩ Duy-ma-cật, người mà tài năng cũng như đức hạnh không hề thua kém ngay cả khi so với thập đại đệ tử của Phật.
- Thời gian: Sau khi Phật nhập diệt khoảng 100 năm, con số cụ thể do các phái truyền lại có khác nhau, có nơi ghi 110, nơi khác là 137 năm.[2]
- Số lượng: 700 người tham dự và không phải ai cũng là A-la-hán. Trong đại hội có cả người thường (Prthagjana), bậc hữu học (Saiksa), bậc vô học (Asaika), bậc Tam Minh (Traividya), bậc Lục Thông (Sadbhajna), Balaprapta và Vasibhuta.[2] Do số lượng tỉ-khâu tham gia là 700 mà đại hội còn có tên khác là Thất bách kết tập.
- Bảo trợ cho đại hội: Có hai giả thuyết, phần nhiều mọi người cho rằng đại hội diễn ra dưới thời vua Kalasoka và giả thuyết này đáng tin hơn, một số khác cho rằng dưới thời Ashoka Đại đế
- Kết luận của đại hội: Các tỉ-khâu ở thành Tỳ-xá-ly đã sai và Trưởng lão Da-sá đã đúng. Do sự thất bại này mà theo truyền thuyết các tỉ-khưu Tỳ-xá-ly tổ chức riêng một đại hội của mình. Cuộc kết tập này được gọi là Mahasangha hay Mahasangti, có nghĩa là Đại chúng kết tập.